# Фрейсине, Луи де
Луи де Фрейсине (фр. Louis Claude de Saulces de Freycinet; 7 августа 1779, Монтелимар, — 18 августа 1841, Сольс-сюр-Рон) — французский мореплаватель.

## Биография
В 1793 году, в возрасте 14 лет, поступил на службу вместе со своим братом в ВМФ Франции. Уже в 17 лет получил первое офицерское звание сублейтенанта. В 1800 году отправился в экспедицию под командованием Николя-Тома Бодена, основной целью которой было исследование южного и юго-западного побережья Австралии. В ходе путешествия в честь Фрейсине было названо несколько географических объектов, в том числе мыс и полуостров. Кроме того, был исследован остров Тасмания и прилегающие к нему острова.
В 1805 году вернулся во Францию, в Париж, где ему было доверено французским правительством составление навигационных карт и планов для новой экспедиции. Параллельно путешественник опубликовал свою книгу под названием «Voyage de découvertes aux terres australes» (Париж, 1807—1816).
В 1817 году возглавил новую экспедицию, отправившуюся на корабле «Урания». Её основной целью было этнографическое изучение коренных народов малоисследованных земель. На корвете находилась жена Луи, Роз де Фрейсине — первая женщина участвовавшая в океанической исследовательской экспедиции. В течение трёх лет Фрейсине смог посетить Австралию, Новую Гвинею, острова Адмиралтейства, Каролинские острова, остров Гуам, на котором высадился в марте 1819 года. Пробыв в течение трёх месяцев на Марианских островах, экспедиция направилась к Гавайским островам, а затем к архипелагу Самоа и островам Кука. После этого Фрейсине взял курс на Австралию, где пробыл в течение месяца. Впоследствии экспедиция отправилась во Францию через южную часть Тихого океана, однако у Фолклендских островов судно «Урания» потерпело крушение. Тем не менее членам экспедиции удалось в ноябре 1820 года благополучно вернуться во Францию. Одним из участников экспедиции был Л. И. Дюперре. В честь своей жены Луи де Фрейсине назвал один из открытых экспедицией островов — «атоллом Розе»
В 1821 году принимал участие в создании Географического общества Франции, а в 1826 году стал членом Французской академии наук. Умер 18 августа 1841 года у себя на родине.